# Jeffrey Tambor

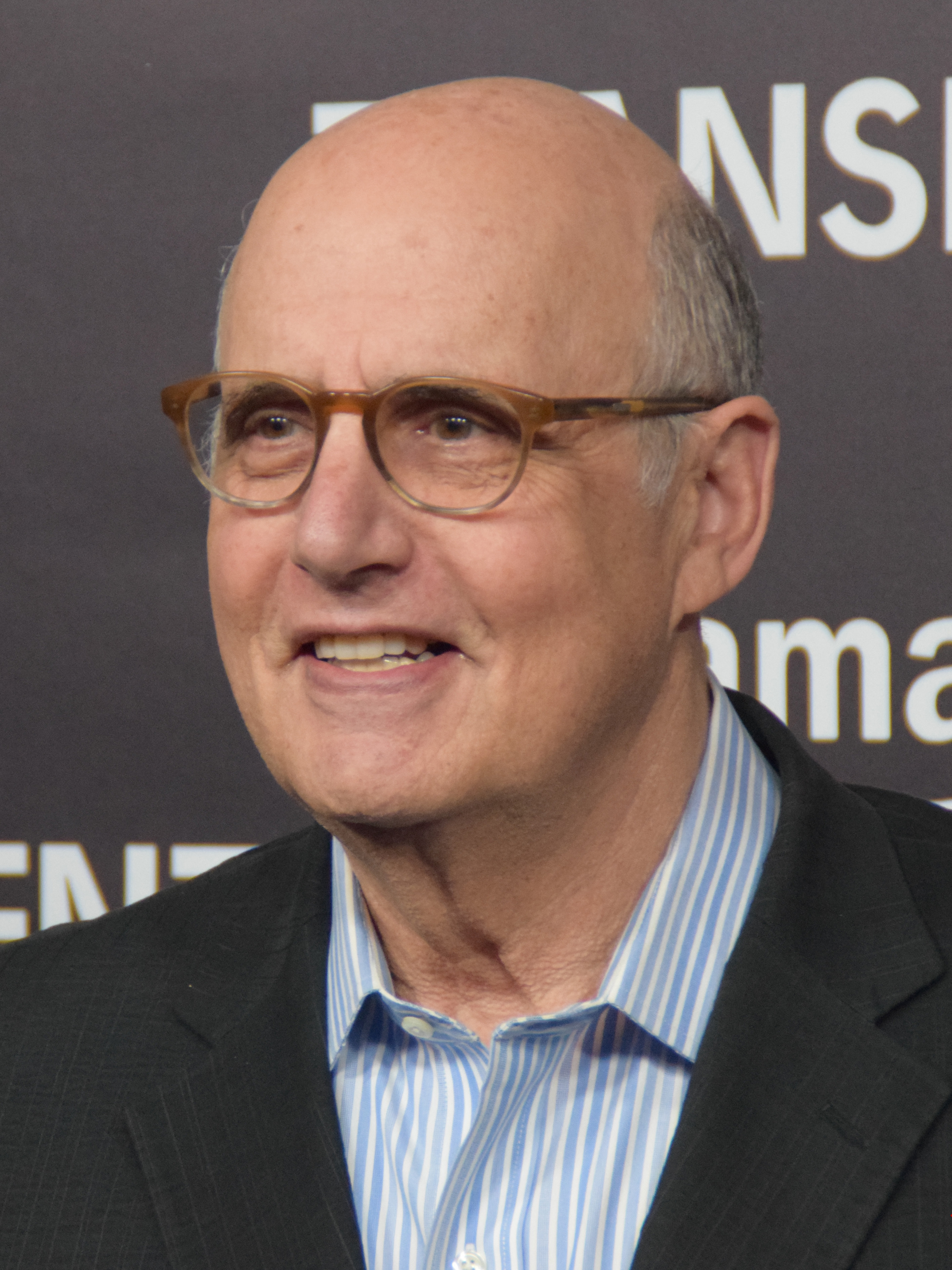
Jeffrey Tambor (2015)

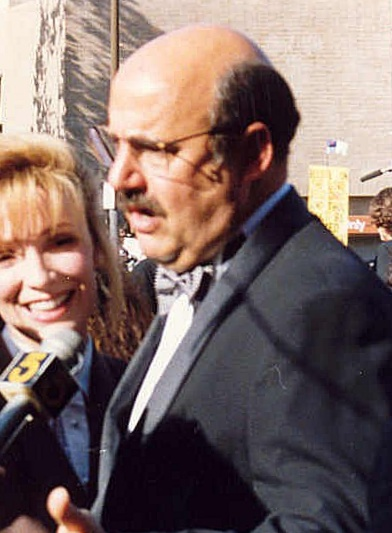
Tambor bei den Emmy-Awards 1993

Jeffrey Michael Tambor (* 8. Juli 1944 in San Francisco, Kalifornien) ist ein US-amerikanischer Schauspieler bei Film, Fernsehen und Theater. Das filmische Schaffen des Emmy- und Golden-Globe-Preisträgers umfasst mehr als 200 Film- und Fernsehproduktionen seit 1977.

## Leben
Jeffrey Tambor wuchs in einer konservativ jüdischen Familie auf und gilt wegen seiner bescheidenen Familienverhältnisse – seine Mutter war Hausfrau, sein Vater Bodenleger – in Hollywood als jemand, der den Traum vom Tellerwäscher zum Millionär verwirklichte. Laut ihm waren seine Eltern Alkoholiker und seine Schwester drogenabhängig, auch er habe zeitweise Alkoholprobleme gehabt. Tambor absolvierte die San Francisco State University und wechselte anschließend an die Wayne State University in Detroit (Michigan), an der er Schauspiel studierte und seinen Abschluss erlangte.
Nach Auftritten in kleineren Theaterproduktionen folgte 1977 sein Fernsehdebüt in einer Episode der Fernsehserie Kojak – Einsatz in Manhattan. Zwischen 1979 und 1980 stand Tambor in der kurzlebigen Sitcom The Ropers (deutscher Titel Zwei schräge Vögel) vor der Kamera, was ihm erstmals Bekanntheit verschaffte. In den 1980er-Jahren hatte er Nebenrollen in einigen Kinofilmen und gehörte zur Hauptbesetzung der Serie Max Headroom. Der schon früh glatzköpfige Darsteller wurde vor allem in den Anfängen seiner Karriere vorwiegend auf steife oder strenge Figuren besetzt. Von 1992 bis 1998 stand er für 90 Episoden der Larry Sanders Show vor der Kamera, darin spielte er als Hank Kingsley den Sidekick des fiktiven Moderators Larry Sanders. Für seine Darstellung wurde Tambor viermal für den Emmy als Bester Nebendarsteller in einer Sitcom nominiert.
In Arrested Development war Tambor von 2003 bis 2006 als Teil der Stammbesetzung in 53 Episoden auf dem Bildschirm präsent. Er spielte hierin einen korrupten Immobilieninvestor und Vater des von Jason Bateman verkörperten Protagonisten. Im Mai 2013 kehrte die Serie beim Video-on-Demand-Anbieter Netflix für 15 neue Episoden zurück, in denen er seine Rolle wieder aufnahm. Er wurde für diese Darstellung zwei weitere Male für den Emmy nominiert. 2014 übernahm Tambor die Rolle einer Transfrau in der Amazon-Serie Transparent; 2015 wurde er hierfür mit einem Golden Globe Award in der Kategorie Bester Serien-Hauptdarsteller – Komödie oder Musical und einem Emmy Award in der Kategorie Bester Hauptdarsteller in einer Comedyserie ausgezeichnet.
Neben vielen Fernsehproduktionen stand Tambor auch für viele Spielfilme vor der Kamera. Dabei war er jedoch meist in Nebenrollen denn als Hauptdarsteller gefragt. Zu den bekannteren Filmrollen, in denen er zu sehen war, zählen Anthony Hopkins’ Schwiegersohn in Rendezvous mit Joe Black (1998), der Bürgermeister in Der Grinch (2000) und ein Spezialgent Hellboy (2004). In den drei Teilen der Hangover-Komödienreihe übernahm er zwischen 2009 und 2013 die Rolle des Sid Garner. Eine seltene Kino-Hauptrolle hatte Tambor 2017 als sowjetischer Politiker Georgi Malenkow in der Schwarzen Komödie The Death of Stalin, in der eine Riege internationaler Charakterdarsteller die sowjetische Führungselite und ihre Machtkämpfe nach Stalins Tod darstellen.
Tambor arbeitete auch regelmäßig als Sprecher von Figuren in Zeichentrickserien und -filmen. In dem Zeichentrickfilm Der SpongeBob Schwammkopf Film lieh er 2004 dem König Neptun seine Stimme. 2010 sprach er die Figur des Zinken in dem erfolgreichen Disney-Animationsfilm Rapunzel – Neu verföhnt. 2022 erhielt er für das Lied I’ve Got A Dream aus dem Rapunzel-Film eine Goldene Schallplatte in den USA. 1990 spielte Tambor im Musikvideo zum Lied I Wish It Would Rain Down von Phil Collins einen Theaterregisseur.
Tambor ist seit dem Jahr 2001 in seiner zweiten Ehe mit Kasia Ostlon verheiratet, das Paar hat vier Kinder. Aus einer früheren Beziehung hat Tambor eine weitere Tochter. Zeitweilig gab es Gerüchte, dass er Mitglied von Scientology ist, was er dementierte. In seiner 2017 erschienenen Autobiografie Are You Anybody? erklärte er, dass er zwei Jahre lang einige Kurse bei Scientology belegt habe, dann aber den Kontakt abgebrochen habe, als Scientology die Trennung von seiner Ehefrau verlangte.
2017 erhoben die Schauspielerinnen Trace Lysette und Van Barnes Vorwürfe der sexuellen Belästigung gegen Tambor, nachdem sie mit ihm bei der Serie Transparent zusammengearbeitet hatten. Tambor verließ daraufhin im November 2017 Transparent vor der fünften Staffel, dementierte aber zugleich die Vorwürfe. Der mit Tambor im Sommer 2017 abgedrehte Film Magic Camp wurde aufgrund der Belästigungsvorwürfe erst 2020, zwei Jahre später als ursprünglich vorgesehen, veröffentlicht. Nach den Belästigungsvorwürfen trat Tambor nur noch für die letzte Staffel von Arrested Development 2019 vor die Kamera, seitdem ist er nicht mehr als Schauspieler in Erscheinung getreten (Stand: Januar 2024).

## Filmografie (Auswahl)
- 1977: Kojak – Einsatz in Manhattan (Kojak, Fernsehserie, Folge Lady in the Squadroom)
- 1978: Starsky & Hutch (Fernsehserie, Folge Cover Girl)
- 1979: Taxi (Fernsehserie, Folge Elaine and the Lame Duck)
- 1979: … und Gerechtigkeit für alle (...And Justice for All)
- 1979–1980: Zwei schräge Vögel (The Ropers, Fernsehserie, 28 Folgen)
- 1981: Samstag, der 14. (Saturday the 14th)
- 1981–1982: Herzbube mit zwei Damen (Three’s Company, Fernsehserie, 3 Folgen)
- 1981/1983: Love Boat (The Love Boat, Fernsehserie, 2 Folgen)
- 1981–1987: Polizeirevier Hill Street (Hill Street Blues, Fernsehserie, 29 Folgen)
- 1982: M*A*S*H (Fernsehserie, Folge 11x03)
- 1983: Mr. Mom
- 1983: Hochzeit mit Hindernissen (The Man Who Wasn’t There)
- 1984: Eine starke Nummer (No Small Affair)
- 1985: Robert Kennedy and His Times (Robert Kennedy & His Times, Miniserie)
- 1985: Desert Hearts
- 1986: Mr. Sunshine (Fernsehserie, 11 Episoden)
- 1987: Faustrecht – Terror in der Highschool (Three O’Clock High)
- 1987–1988: Max Headroom (Fernsehserie, 14 Folgen)
- 1988: Mord ist ihr Hobby (Murder, She Wrote, Fernsehserie, Folge Harbinger of Death)
- 1988: L.A. Law – Staranwälte, Tricks, Prozesse (L.A. Law, Fernsehserie, 3 Folgen)
- 1989: Brenda Starr
- 1989: Studio 5-B (Fernsehserie, 10 Folgen)
- 1989: Golden Girls (The Golden Girls, Fernsehserie, Folge Sick and Tired: Part 1)
- 1990: Stimme des Todes (Lisa)
- 1990: Geschichten aus der Gruft (Tales from the Crypt, Fernsehserie, Folge Eine dicke Erbschaft)
- 1990: Sein letztes Spiel (Pastime)
- 1990–1991: Mann der Träume (American Dreamer, Fernsehserie, 17 Folgen)
- 1991: Das Leben stinkt (Life Stinks)
- 1991: City Slickers – Die Großstadt-Helden (City Slickers)
- 1992: Unter der Last der Beweise (The Burden of Proof, Miniserie)
- 1992: No Surrender – Schrei nach Gerechtigkeit (Article 99)
- 1992–1998: Die Larry Sanders Show (The Larry Sanders Show, Fernsehserie, 89 Folgen)
- 1993: Gier nach Vergeltung (A House in the Hills)
- 1994: Midnight Run – Abgerechnet wird um Mitternacht (Another Midnight Run, Fernsehfilm)
- 1994: Radioland Murders – Wahnsinn auf Sendung (Radioland Murders)
- 1995: Pfundskerle (Heavy Weights)
- 1996: Big Bully – Mein liebster Feind (Big Bully)
- 1996: Der Mann, der Eichmann jagte (The Man Who Captured Eichmann, Fernsehfilm)
- 1997: Im Sog der Gier (Weapons of Mass Distraction, Fernsehfilm)
- 1998: Dr. Dolittle
- 1998: Verrückt nach Mary (There’s Something About Mary)
- 1998: Rendezvous mit Joe Black (Meet Joe Black)
- 1999: Die Frau meines Lehrers (My Teacher’s Wife)
- 1999: Muppets aus dem All (Muppets from Space)
- 1999: Tötet Mrs. Tingle! (Teaching Mrs. Tingle)
- 1999: Durchgeknallt (Girl, Interrupted)
- 2000: Pollock
- 2000: Der Grinch (Dr. Seuss’ How the Grinch Stole Christmas)
- 2001: Practice – Die Anwälte (The Practice, Fernsehserie, 2 Folgen)
- 2002: That Was Then (Fernsehserie, 7 Folgen)
- 2003: Abgezockt! (Scorched)
- 2003: Malibu’s Most Wanted
- 2003: Partyalarm – Finger weg von meiner Tochter (My Boss’s Daughter)
- 2003: Unter der Sonne der Toskana (Under the Tuscan Sun)
- 2003–2006, 2013, 2018–2019: Arrested Development (Fernsehserie, 82 Folgen)
- 2004: Der SpongeBob Schwammkopf Film (The SpongeBob SquarePants Movie, Stimme)
- 2004: Eurotrip
- 2004: Hellboy
- 2004: Funky Monkey – Ein Affe in geheimer Mission (Funky Monkey)
- 2005: Muppets: Der Zauberer von Oz (The Muppets’ Wizard of Oz, Fernsehfilm)
- 2006–2008: Twenty Good Years (Fernsehserie, 13 Folgen)
- 2007: Law & Order (Fernsehserie, Folge 17x22 The Family Hour)
- 2007: Slipstream
- 2007–2015: WordGirl (Fernsehserie, 35 Folgen)
- 2008: Superhero Movie
- 2008: Hellboy – Die goldene Armee (Hellboy II: The Golden Army)
- 2008: CSI: Vegas (CSI: Crime Scene Investigation, Fernsehserie, Folge Art Imitates Life)
- 2008–2010: Entourage (Fernsehserie, 3 Folgen)
- 2009: Monsters vs. Aliens (Stimme)
- 2009: Medium – Nichts bleibt verborgen (Medium, Fernsehserie, Folge The Man in the Mirror)
- 2009: Hangover (The Hangover)
- 2009: Lügen macht erfinderisch (The Invention of Lying)
- 2010: Operation: Endgame
- 2010: Rapunzel – Neu verföhnt (Tangled, Stimme)
- 2010–2017: Archer (Fernsehserie, 11 Folgen, Stimme)
- 2011: Flypaper – Wer überfällt hier wen? (Flypaper)
- 2011: Paul – Ein Alien auf der Flucht (Paul)
- 2011: Lucky
- 2011: Hangover 2 (The Hangover Part II)
- 2011: Mr. Poppers Pinguine (Mr. Popper’s Penguins)
- 2011: Five (Fernsehfilm)
- 2011–2015: China, IL (IL China, Fernsehserie, 18 Folgen, Stimme)
- 2012: The Money – Jeder bezahlt seinen Preis! (For the Love of Money)
- 2013: Der Fall Phil Spector (Phil Spector, Fernsehfilm)
- 2013: Psych (Fernsehserie, 2 Folgen)
- 2013: Hangover 3 (The Hangover Part III)
- 2013–2014: Good Wife (The Good Wife, Fernsehserie, 4 Folgen)
- 2013/2014: Raising Hope (Fernsehserie, 2 Folgen)
- 2013–2014: Law & Order: Special Victims Unit (Fernsehserie, 4 Folgen)
- 2014: The Millers (Fernsehserie, 2 Folgen)
- 2014: Furchtbar fröhliche Weihnachten (A Merry Friggin’ Christmas, Stimme)
- 2014–2017: Transparent (Fernsehserie, 39 Folgen)
- 2015–2018: Star gegen die Mächte des Bösen (Star vs. the Forces of Evil, Fernsehserie, 21 Folgen, Stimme)
- 2016: The Accountant
- 2016: Trolls (Stimme)
- 2017: Rapunzel: Für immer verföhnt (Tangled: Before Ever After, Fernsehfilm, Stimme)
- 2017: Eleanor & Colette (55 Steps)
- 2017: The Death of Stalin
- 2017: The Orville (Fernsehserie, Folge Command Performance)
- 2017: Rapunzel – Die Serie (Disney Tangled: The Series, Fernsehserie, 9 Folgen, Stimme)
- 2020: Magic Camp